# Georges Coulon (sculpteur)
Ne doit pas être confondu avec Georges Coulon ou George Conlon.
Pour les articles homonymes, voir Coulon.
Georges Coulon, né à La Châtre le 11 novembre 1914 et mort à Saint-Cloud le 2 décembre 1990, est un sculpteur et peintre français.

## Biographie
Élève de Robert Wlérick et Charles Malfray à la Casa de Velázquez, Georges Coulon obtient une médaille de bronze en 1939 au Salon des artistes français.
Il occupe un atelier dans la cité d'artistes du 50 rue Vercingétorix, dans le 14e arrondissement de Paris de 1941 à 1976, puis est relogé dans des ateliers au 8 rue de Ridder, toujours dans le 14e arrondissement.

## Quelques œuvres
- Relief en terre cuite dans une école maternelle, Épinay-sur-Seine.
- Fontaine de cuivre, Nevers.
- Le Dauphin, Rosny-sous-Bois.